# Prügeldorf
Prügeldorf ist ein Gemeindeteil des Marktes Gößweinstein im Landkreis Forchheim (Oberfranken, Bayern).

## Geografie
Die Einöde liegt in der Wiesentalb etwa zwei Kilometer südöstlich des Ortszentrums von Gößweinstein auf 463 m ü. NHN.

## Geschichte
Bis zum Beginn des 19. Jahrhunderts unterstand Prügeldorf der Landeshoheit des Hochstifts Bamberg. Als das Hochstift Bamberg infolge des Reichsdeputationshauptschlusses 1802/03 säkularisiert und unter Bruch der Reichsverfassung vom Kurfürstentum Pfalz-Baiern annektiert wurde, wurde Prügeldorf ein Teil der bei der „napoleonischen Flurbereinigung“ in Besitz genommenen neubayerischen Gebiete.
Durch die Verwaltungsreformen zu Beginn des 19. Jahrhunderts im Königreich Bayern wurde Prügeldorf mit dem Zweiten Gemeindeedikt im Jahr 1818 ein Gemeindeteil der Ruralgemeinde Stadelhofen. Im Zuge der Gebietsreform in Bayern wurde Prügeldorf mit der Gemeinde Stadelhofen zu Beginn des Jahres 1972 in den Markt Gößweinstein eingegliedert. 2022 hatte Prügeldorf 13 Einwohner.

## Verkehr
Eine von der Staatsstraße 2191 kommende Straße führt am südwestlichen Ortsrand vorbei und mündet kurz darauf in die Gemeindeverbindungsstraße, die von Stadelhofen nach Sachsendorf führt. Vom ÖPNV wird Prügeldorf nicht bedient, die nächste Haltestelle der Buslinie 232 des VGN liegt an der Gemeindeverbindungsstraße. Der nächstgelegene Bahnhof, der kommerzielle Endbahnhof der Wiesenttalbahn, befindet sich in Ebermannstadt.